# Le Dôme (album)
Pour les articles homonymes, voir Dôme.
Albums de Jean Leloup
L'amour est sans pitié
(1990) Les Fourmis
(1998)
Singles
1. I Lost My Baby
Sortie : 1996
2. Johnny Go
Sortie : 14 mars 1997
3. Le monde est à pleurer
Sortie : 1997
4. Edgar
Sortie : 1997
5. Sang d'encre
Sortie : 1997

Le Dôme est le troisième album de Jean Leloup, paru le 31 octobre 1996. Il s'agit de son album le plus acclamé, regroupant des succès comme Edgar, La Chambre, Johnny Go et spécialement I Lost My Baby.

## Liste des chansons
| No  | Titre                  | Auteur                                                           | Durée |
| --- | ---------------------- | ---------------------------------------------------------------- | ----- |
| 1.  | Faire des enfants      | Gilles Brisebois, Yves Desrosiers, François Lalonde, Jean Leloup | 6:53  |
| 2.  | Edgar                  | Yves Desrosiers, Jean Leloup                                     | 4:00  |
| 3.  | Sara                   | Alain Bergé, Alex Cochard, Jean Leloup                           | 3:47  |
| 4.  | La Chambre             | Jean Leloup                                                      | 3:45  |
| 5.  | Johnny Go              | Éric-Pierre Bergen, James Di Salvio, Jean Leloup                 | 4:08  |
| 6.  | I Lost My Baby         | Jean Leloup                                                      | 2:56  |
| 7.  | Sang d'encre           | Jean Leloup                                                      | 2:45  |
| 8.  | Le Castel impossible   | Gilles Brisebois, François Lalonde, Jean Leloup                  | 5:38  |
| 9.  | Le monde est à pleurer | Gilles Brisebois, François Lalonde, Jean Leloup                  | 4:50  |
| 10. | Le Dôme                | Yves Desrosiers, Jean Leloup                                     | 4:36  |
| 11. | Vampire                | Jean Leloup                                                      | 4:56  |
| 12. | Fashion Victim         | Jean Leloup, Jean-François Lemieux                               | 4:14  |
| 13. | Pigeon                 | Jean Leloup, Patrice Moïse                                       | 4:54  |
| 14. | La Drop sociale        | Christopher Anderson, Jean Leloup                                | 5:44  |